# Sitapaila
Sitapaila es un pueblo ubicado en el distrito de Katmandú, provincia de Bagmati, Nepal.

## Superficie
Cuenta con una superficie de 3,483 kilómetros cuadrados.

## Demografía
Datos hasta 2015
- Población: 29 405 habitantes.[1]
- Densidad de población: 8,442 habitantes por kilómetro cuadrado.[1]
- Población masculina: 15 070 (51,2%).[1]
- Población femenina: 14 335 (48,8%).[1]